# Afrikaspiele 2019/Leichtathletik – Zehnkampf der Männer
Der Zehnkampf der Männer bei den Afrikaspielen 2019 fand am 26. und 27. August im Stade Moulay Abdallah in Rabat statt.
Vier Zehnkämpfer aus vier Ländern nahmen an dem Wettbewerb teil. Die Goldmedaille gewann Larbi Bourrada, Silber ging an Mustafa Mohamed Ramadan und die Bronzemedaille gewann Marouane Kacimi.

## Rekorde
| Weltrekord        | Kevin Mayer | 9126 Punkte | Talence, Frankreich               | 16. September 2018 |
| Rekord der Spiele | Jangy Addy  | 7985 Punkte | Afrikaspiele in Maputo, Südafrika | 12. September 2011 |

## Zeitplan
| 26. August     |           |
| 100 m          | 9:37 Uhr  |
| Weitsprung     | 10:10 Uhr |
| Kugelstoßen    | 11:40 Uhr |
| Hochsprung     | 15:35 Uhr |
| 400 m          | 17:15 Uhr |
| 27. August     |           |
| 110 m Hürden   | 9:06 Uhr  |
| Diskuswurf     | 9:45 Uhr  |
| Stabhochsprung | 11:05 Uhr |
| Speerwurf      | 15:30 Uhr |
| 1500 m         | 17:08 Uhr |

## Ergebnisse

### 100 m
26. August 2019, 9:37 Uhr

Wind: +0,1 m/s
| Platz | Athlet                     | Land     | Zeit (s) | Punkte |
| ----- | -------------------------- | -------- | -------- | ------ |
| 1     | Marouane Kacimi            | Marokko  | 10,82    | 901    |
| 2     | Aiyowieren Samuel Osadolor | Nigeria  | 10,83    | 899    |
| 3     | Moustafa Ramadan           | Ägypten  | 11,14    | 830    |
| 4     | Larbi Bourrada             | Algerien | 11,18    | 821    |

### Weitsprung
26. August 2019, 10:10 Uhr
| Platz | Athlet                     | 1. Versuch | 2. Versuch | 3. Versuch | Weite (m) | Punkte |
| ----- | -------------------------- | ---------- | ---------- | ---------- | --------- | ------ |
| 1     | Marouane Kacimi            | 7,59       | 7,59       | 7,70       | 7,70      | 985    |
| 2     | Larbi Bourrada             | 6,75       | 6,78       | 6,85       | 6,85      | 778    |
| 3     | Aiyowieren Samuel Osadolor | 6,76       | 6,68       | 6,65       | 6,76      | 757    |
| 4     | Moustafa Ramadan           | 6,35       | 6,51       | 6,39       | 6,51      | 700    |

| Platz | Athlet                     | Punkte |
| ----- | -------------------------- | ------ |
| 1     | Marouane Kacimi            | 1886   |
| 2     | Aiyowieren Samuel Osadolor | 1656   |
| 3     | Larbi Bourrada             | 1599   |
| 4     | Moustafa Ramadan           | 1530   |

### Kugelstoßen
26. August 2019, 11:40 Uhr
| Platz | Athlet                     | 1. Versuch | 2. Versuch | 3. Versuch | Weite (m) | Punkte |
| ----- | -------------------------- | ---------- | ---------- | ---------- | --------- | ------ |
| 1     | Moustafa Ramadan           | 13,11      | 12,71      | x          | 13,11     | 674    |
| 2     | Larbi Bourrada             | 12,34      | 12,55      | 12,40      | 12,55     | 640    |
| 3     | Aiyowieren Samuel Osadolor | 11,12      | 11,12      | 11,05      | 11,12     | 553    |
| 4     | Marouane Kacimi            | 10,63      | 10,47      | x          | 10,63     | 524    |

| Platz | Athlet                     | Punkte |
| ----- | -------------------------- | ------ |
| 1     | Marouane Kacimi            | 2410   |
| 2     | Larbi Bourrada             | 2239   |
| 3     | Aiyowieren Samuel Osadolor | 2209   |
| 4     | Moustafa Ramadan           | 2204   |

### Hochsprung
26. August 2019, 15:35 Uhr
| Platz | Athlet                     | 1,75 | 1,78 | 1,81 | 1,87 | 1,90 | 1,93 | 1,96 | 1,99 | 2,02 | 2,08 | 2,14 | Höhe (m) | Punkte |
| ----- | -------------------------- | ---- | ---- | ---- | ---- | ---- | ---- | ---- | ---- | ---- | ---- | ---- | -------- | ------ |
| 1     | Marouane Kacimi            | –    | –    | –    | –    | –    | –    | –    | –    | o    | o    | xxx  | 2,08     | 878    |
| 2     | Larbi Bourrada             | –    | –    | o    | o    | xo   | o    | o    | xxx  |      |      |      | 1,96     | 767    |
| 3     | Moustafa Ramadan           | o    | –    | o    | o    | xo   | xxo  | xxx  |      |      |      |      | 1,93     | 740    |
| 4     | Aiyowieren Samuel Osadolor | xxo  | xxo  | xxx  |      |      |      |      |      |      |      |      | 1,78     | 610    |

| Platz | Athlet                     | Punkte |
| ----- | -------------------------- | ------ |
| 1     | Marouane Kacimi            | 3288   |
| 2     | Larbi Bourrada             | 3006   |
| 3     | Moustafa Ramadan           | 2944   |
| 4     | Aiyowieren Samuel Osadolor | 2819   |

### 400 m
26. August 2019, 17:15 Uhr
| Platz | Athlet                     | Zeit (s) | Punkte |
| ----- | -------------------------- | -------- | ------ |
| 1     | Marouane Kacimi            | 49,22    | 851    |
| 2     | Moustafa Ramadan           | 49,34    | 845    |
| 3     | Aiyowieren Samuel Osadolor | 49,94    | 817    |
| 4     | Larbi Bourrada             | 50,66    | 784    |

| Platz | Athlet                     | Punkte |
| ----- | -------------------------- | ------ |
| 1     | Marouane Kacimi            | 4139   |
| 2     | Larbi Bourrada             | 3790   |
| 3     | Moustafa Ramadan           | 3789   |
| 4     | Aiyowieren Samuel Osadolor | 3636   |

### 110 m Hürden
27. August 2019, 9:06 Uhr
| Platz | Athlet                     | Zeit (s) | Punkte |
| ----- | -------------------------- | -------- | ------ |
| 1     | Aiyowieren Samuel Osadolor | 14,37    | 927    |
| 2     | Moustafa Ramadan           | 14,70    | 886    |
| 3     | Larbi Bourrada             | 14,81    | 873    |
| 4     | Marouane Kacimi            | 15,04    | 845    |

| Platz | Athlet                     | Punkte |
| ----- | -------------------------- | ------ |
| 1     | Marouane Kacimi            | 4984   |
| 2     | Moustafa Ramadan           | 4675   |
| 3     | Larbi Bourrada             | 4663   |
| 4     | Aiyowieren Samuel Osadolor | 4563   |

### Diskuswurf
27. August 2019, 9:45 Uhr
| Platz | Athlet                     | 1. Versuch | 2. Versuch | 3. Versuch | Weite (m) | Punkte |
| ----- | -------------------------- | ---------- | ---------- | ---------- | --------- | ------ |
| 1     | Aiyowieren Samuel Osadolor | 39,83      | 35,27      | 24,84      | 39,83     | 661    |
| 2     | Larbi Bourrada             | 35,61      | 37,82      | x          | 37,82     | 620    |
| 3     | Moustafa Ramadan           | 35,08      | 37,15      | 37,31      | 37,31     | 610    |
| 4     | Marouane Kacimi            | 29,85      | 32,09      | x          | 32,09     | 506    |

| Platz | Athlet                     | Punkte |
| ----- | -------------------------- | ------ |
| 1     | Marouane Kacimi            | 5490   |
| 2     | Moustafa Ramadan           | 5285   |
| 3     | Larbi Bourrada             | 5283   |
| 4     | Aiyowieren Samuel Osadolor | 5224   |

### Stabhochsprung
27. August 2019, 11:05 Uhr
| Platz | Athlet                     | 2,20 | 3,00 | 3,50 | 3,60 | 3,90 | 4,00 | 4,10 | 4,30 | 4,40 | 4,50 | 4,60 | 4,70 | Höhe (m) | Punkte |
| ----- | -------------------------- | ---- | ---- | ---- | ---- | ---- | ---- | ---- | ---- | ---- | ---- | ---- | ---- | -------- | ------ |
| 1     | Larbi Bourrada             | –    | –    | –    | –    | –    | o    | –    | o    | o    | o    | o    | xxx  | 4,60     | 790    |
| 2     | Moustafa Ramadan           | –    | –    | xxo  | o    | o    | xo   | xo   | o    | xxx  |      |      |      | 4,30     | 702    |
|       | Aiyowieren Samuel Osadolor | –    | xxx  |      |      |      |      |      |      |      |      |      |      | NM       | 0      |
|       | Marouane Kacimi            | xxx  |      |      |      |      |      |      |      |      |      |      |      | NM       | 0      |

| Platz | Athlet                     | Punkte |
| ----- | -------------------------- | ------ |
| 1     | Larbi Bourrada             | 6073   |
| 2     | Moustafa Ramadan           | 5987   |
| 3     | Marouane Kacimi            | 5490   |
| 4     | Aiyowieren Samuel Osadolor | 5224   |

### Speerwurf
27. August 2019, 15:30 Uhr
| Platz | Athlet                     | 1. Versuch | 2. Versuch | 3. Versuch | Weite (m) | Punkte |
| ----- | -------------------------- | ---------- | ---------- | ---------- | --------- | ------ |
| 1     | Larbi Bourrada             | 59,69      | 58,80      | 50,85      | 59,69     | 733    |
| 2     | Aiyowieren Samuel Osadolor | 46,20      | 50,31      | 52,94      | 52,94     | 632    |
| 3     | Moustafa Ramadan           | x          | 45,36      | 50,60      | 50,60     | 597    |
| 4     | Marouane Kacimi            | 40,82      | 39,63      | x          | 40,82     | 454    |

| Platz | Athlet                     | Punkte |
| ----- | -------------------------- | ------ |
| 1     | Larbi Bourrada             | 6806   |
| 2     | Moustafa Ramadan           | 6584   |
| 3     | Marouane Kacimi            | 5944   |
| 4     | Aiyowieren Samuel Osadolor | 5856   |

### 1500 m
27. August 2019, 17:08 Uhr
| Platz | Athlet                     | Zeit (min) | Punkte |
| ----- | -------------------------- | ---------- | ------ |
| 1     | Marouane Kacimi            | 4:42,76    | 663    |
| 2     | Aiyowieren Samuel Osadolor | 4:50,43    | 616    |
| 3     | Moustafa Ramadan           | 5:07,95    | 515    |
| 4     | Larbi Bourrada             | 5:08,32    | 513    |

| Platz | Athlet                     | Punkte |
| ----- | -------------------------- | ------ |
| 1     | Larbi Bourrada             | 7319   |
| 2     | Moustafa Ramadan           | 7099   |
| 3     | Marouane Kacimi            | 6607   |
| 4     | Aiyowieren Samuel Osadolor | 6472   |

## Endplatzierungen
| Platz | Athlet                  | Land     | Punkte |
| ----- | ----------------------- | -------- | ------ |
|       | Larbi Bourrada          | Algerien | 7319   |
|       | Moustafa Ramadan        | Ägypten  | 7099   |
|       | Mustafa Mohamed Ramadan | Marokko  | 6607   |
| 4     | Samuel Osadolor         | Nigeria  | 6472   |